# Еркер
Еркерът (от немски: Erker – „балконче“), наричан още надпуск, е архитектурен елемент, част от етаж на сграда, издадена извън площта на долния етаж. Обикновено запазва функциите си като част от етажа и съответно е остъклена в различна степен.
Еркерът е характерен за българската възрожденска архитектура, където най-често се поддържа от подовия гредоред, от прави или извити наклонени дървени конзоли. Чрез еркерите се компенсирала неправилността на геометричната форма на застроения парцел като се оформят правилно горните етажи, увеличава се етажната площ, разнообразява се фасадното оформление.
Еркерът подсилва архитектурното въздействие на отделната сграда, на улицата, на ансамбъла. Разнообразни образци на еркери има запазени в Пловдив, Русе, Копривщица, Трявна, Велико Търново, Панагюрище, Карлово, Тетевен и др. Пример за еркерна конструкция в по-съвременната архитектура е сградата на Българското национално радио (арх. Георги Стоилов, проект 1971 г.).